# Bleek hooibeestje
Het bleek hooibeestje (Coenonympha dorus) is een vlinder uit de familie van de Nymphalidae, de vossen, parelmoervlinders en weerschijnvlinders, onderfamilie Satyrinae.
De voorvleugellengte van de vlinder bedraagt 16 tot 17 millimeter. De soort komt voor in Zuidwest-Europa en Noord-Afrika. Er vliegt één jaarlijkse generatie van juni tot augustus. De vlinder vliegt tot op hoogtes van tot 2200 meter boven zeeniveau. De habitat bestaat droog en warm grasland, vaak rotsig.
De waardplanten van het bleek hooibeestje zijn soorten van de grassenfamilie, zoals struisgras. De soort overwintert als rups.